# Villeneuve-de-la-Raho
Villeneuve-de-la-Raho (în catalană Vilanova de Raó) este o comună în departamentul Pyrénées-Orientales din sudul Franței. În 2009 avea o populație de 3.759 de locuitori.

## Evoluția populației
| An        | 1975 | 1982  | 1990  | 1999  | 2006  | 2009  |
| --------- | ---- | ----- | ----- | ----- | ----- | ----- |
| Populație | 908  | 1.234 | 3.189 | 3.625 | 3.767 | 3.759 |